# Die Sommerinsel (1959)
Die Sommerinsel (OT: A Summer Place) ist ein US-amerikanischer Spielfilm von Delmer Daves aus dem Jahr 1959. Der Film gehört mit Glut unter der Asche zu den ersten Großproduktionen, die bislang tabuisierte Themen wie Ehebruch, Scheidung, Schwangerschaften von Minderjährigen und häusliche Gewalt in den Mittelpunkt stellen. Percy Faiths Orchesterfassung von Max Steiners musikalischem Thema des Films hielt sich 1960 neun Wochen lang an der Spitze der Billboardcharts.

## Handlung
Auf der Insel Pine Island vor der Küste von Maine betreibt der Alkoholiker Bart Hanson ein altes, etwas heruntergekommenes Hotel. Eines Sommers meldet sich der Selfmade-Millionär Ken Jorgenson mit seiner Familie als Gäste an; vor 20 Jahren hatte Jorgenson auf Pine Island als schlecht bezahlter Rettungsschwimmer gearbeitet. Bart betrachtet Jorgenson als Emporkömmling und möchte ihm daher absagen. Seine Frau Sylvia erinnert ihn aber daran, dass das einst beträchtliche Familienvermögen zusammengeschmolzen ist und dass ihr Sohn Johnny dringend Geld fürs College benötigt. So treffen Jorgenson, seine Ehefrau Helen und die gemeinsame Tochter Molly mit einer Yacht auf Pine Island ein. Helen ist eine gefühlskalte und strenge Frau, von der sich Ken innerlich schon lange distanziert hat.
Bald stellt sich heraus, dass Ken Jorgensen und Sylvia Hunter in ihrer Jugend vor 20 Jahren ein Liebespaar waren. Damals war die Beziehung an Kens fehlendem Geld und den Erwartungen von Sylvias Eltern, den damals noch vermögenden Bart zu heiraten, gescheitert. Sowohl Ken als auch Sylvia stecken in unglücklichen Ehen und merken, dass die alte Anziehungskraft noch vorhanden ist. Sie beginnen eine Affäre und stellen Überlegungen über ihre Zukunft an. Unterdessen verlieben sich auch die jeweiligen Kinder der Paare, Molly Jorgensen und Johnny Hunter, ineinander. Bereits am Abend der Ankunft erwischt Helen sie beim Küssen. Helen, die eine strenge Sexualmoral hat und in getrennten Zimmern von ihrem Mann schläft, bezeichnet die eigene Tochter daraufhin als leichtfertig. Trotz der Vorhaltungen ihrer Mutter trifft sich Molly weiterhin mit Johnny. Während eines Segeltörns werden Molly und Johnny von einem Sturm überrascht und sind gezwungen, über Nacht in einer Bucht Zuflucht zu nehmen. Kaum wieder zurück, verlangt Helen, dass Molly von einem Arzt untersucht werden soll, da sie nach diesem Zwischenfall Zweifel habe, ob Molly immer noch Jungfrau sei. Molly erleidet dabei einen Nervenzusammenbruch und flüchtet aus dem Hotel. Als Ken von einer kurzen Geschäftsreise zurückkehrt, wird auf der ganzen Insel nach Molly gesucht. Schließlich wird sie unversehrt gefunden. Ken macht Helen Vorwürfe über ihr Verhalten. Helen war durch einen Nachtwächter bereits zuvor über die Affäre ihres Mannes unterrichtet worden, hatte aber wegen besserer Karten bei einem Scheidungsprozess bislang still gehalten. Nun enthüllt sie in einem Wutanfall die Affäre von Sylvia und Ken vor allen Beteiligten. 
Bart offenbart, dass er schon lange von Sylvias Liebe zu Ken weiß, und bietet ihr an, ihr zu verzeihen, aber sie möchte nicht mehr den Schritt zurück machen. So lassen sich beide Ehepaare schließlich scheiden, wobei einige Zeitungen die Geschichte des fremdgehenden Millionärs aufgreifen. Helen schafft es, im Scheidungsprozess das Sorgerecht für Molly zu bekommen, und sie schickt ihre Tochter unverzüglich auf ein Internat. Kurz vor Weihnachten verabreden sich Molly und Johnny, der auf ein entferntes College geht, für ein Treffen. Als Helen im Nachhinein von dem Treffen erfährt, schlägt sie ihre Tochter so heftig, dass Molly von der Wucht rückwärts in den aufgestellten Weihnachtsbaum fällt und mit sich umreißt. 
Im Frühjahr werden Johnny und Molly für eine Woche zu Sylvia und Ken eingeladen, die inzwischen geheiratet und sich ein neues Leben aufgebaut haben. Beide Kinder sind darüber, dass auch ihre Eltern zusammengekommen sind, irritiert und zeigen wenig Verständnis. Während ihres Besuchs können Molly und Johnny ihren Wunsch nach Sex nicht länger zurückhalten. Ken und Sylvia haben zwar Vermutungen und sind besorgt, greifen aber angesichts ihrer eigenen Jugendliebe zunächst nicht ein. Bald darauf entdeckt Molly, dass sie schwanger ist, und sie brennt mit Johnny durch. Beide bitten Bart um seinen Segen, aber der alkoholisierte Mann möchte ihnen die Heirat ausreden. Der örtliche Standesbeamte vermutet, dass die beiden noch nicht volljährig sind, und lehnt sie ab. In ihrer Verzweiflung kehren Molly und Johnny zu Ken und Sylvia zurück, die sie unterstützen. Am Ende kehren Johnny und Molly glücklich und frisch verheiratet für ihre Flitterwochen nach Pine Island zurück.

## Hintergrund
Sloan Wilsons Roman A Summer Place wurde 1958 ein Bestseller dank seiner freimütigen Schilderung von Sex, häuslicher Gewalt, Teenagerschwangerschaft und anderer Tabuthemen. Der finanzielle und künstlerische Erfolg der Verfilmung von Grace Metalious Bestseller Die Leute von Peyton Place, der unter dem Titel Glut unter der Asche ebenfalls bislang verschwiegene Bereiche des menschlichen Zusammenlebens thematisierte, veranlasste das Studio Warner Brothers, die Filmrechte zu erwerben und eine aufwendige Verfilmung in Produktion zu geben. Für die Hauptrollen der beiden unglücklich verliebten Teenager Molly und Johnny, deren Glück durch die Intrigen ihrer Eltern fast zerstört wird, waren Natalie Wood und Tab Hunter vorgesehen. Am Ende übernahmen Sandra Dee und Troy Donahue die Rollen. Die Außenaufnahmen wurden in Monterey gedreht. Für einige Aufnahmen wurde das Mrs. Clinton Walker House in Carmel-by-the-Sea genutzt, das Frank Lloyd Wright 1948 entworfen hatte.
Einnahmen von 4.700.000 US-Dollar allein in den USA machten aus Die Sommerinsel einen der finanziell erfolgreichsten Filme des Jahres.

## Synchronisation
Die Synchronfassung entstand zur deutschen Kinopremiere im Jahre 1960.
| Rolle           | Schauspieler    | Dt. Synchronstimme |
| --------------- | --------------- | ------------------ |
| Sylvia Hunter   | Dorothy McGuire | Tilly Lauenstein   |
| Ken Jorgenson   | Richard Egan    | Heinz Engelmann    |
| Molly Jorgenson | Sandra Dee      | Marianne Lutz      |
| Bart Hunter     | Arthur Kennedy  | Paul Edwin Roth    |

## Kritik
Die Meinung der Kritiker gingen weit auseinander.
Die New York Times verdammte den Film als unmoralisch und nannte Die Sommerinsel:

„einen der anstrengendsten und grellsten sexuell aufgeladenen Filme der letzten Jahre. Mit langweiliger Direktheit in der Ausdrucksweise und Darstellung, die wohl nur wenige Menschen als Realismus für Erwachsene akzeptieren dürften, erzählt dieses lärmende Machwerk die Streitereien und Interaktionen von zwei Clans auf einer Insel in Neu England. Der Film schildert – herausposaunen passt besser – wie zwei nette junge Teenager beinahe durch die Machenschaften der vier Erwachsenen, die man am besten als Straftäter bezeichnet, zerstört werden. Das alles hinterlässt einen schlechten Nachgeschmack.“

Variety wies auf einen anderen Aspekt hin:

„[Der Film] macht das Meiste aus Hollywoods neu gefundener Freiheit, das umfangreiche Vokabular des Sexes zu beschreiben.“

The Hollywood Reporter fand die Handlung sauber und geschmackvoll auf die Leinwand gebracht:

„Es ist eine faszinierende Studie über Sex und wie dieser unser aller Leben beeinflusst und kein erwachsener Mensch wird darin irgendetwas Billiges oder Anzügliches finden.“